# Liebesmale, scharlachrot
Liebesmale, scharlachrot ist ein Briefroman von Feridun Zaimoglu aus dem Jahr 2000, den er als „Die neuen Leiden des jungen Ali“ untertitelte. Er wird meist als erste Romanarbeit des Autors genannt.

## Inhalt
Der junge Serdar bemüht sich am Strand der türkischen Ägäis vergeblich um eine Erektion. Er befindet sich in einer Lebenskrise, nachdem in seiner Kieler Heimat seine „Weibergeschichten“ so sehr außer Kontrolle geraten sind, dass er in die Heimat seiner Eltern flüchten musste. Doch in der Türkei beginnt er alsbald ebenso Beziehungen zum anderen Geschlecht aufzunehmen. In Briefen an den Freund Hakan, die Ex Anke und seine aktuelle geliebte Dina wird die unentschiedene Suche des Türken in Deutschland und Almancı in der Türkei nach der eigenen Identität und seiner ureigenen Heimat deutlich.

## Rezensionen
Zaimoglus erster echter Roman (auch sein frühes Buch Abschaum war als Roman deklariert) wurde überwiegend positiv aufgenommen. Für den begeisterten Hauke Hückstädt von der Frankfurter Rundschau hatte sich Zaimoglu mit dem Buch „mehr denn je“ als echter Schriftsteller und nicht nur „aufklärerischer Dokumentarist“ bewiesen. Cristina Nord von der tageszeitung sah dagegen gerade aufgrund des hier fehlenden dokumentarischen Ansatzes eine „inhaltliche Leere“, die sie jedoch nicht davon abhielt, das Werk als sprachlich interessant und streckenweise amüsant zu bezeichnen. Während Katharina Dobler von der Wochenschrift Die Zeit die Geschichte nicht authentisch fand, war die Rezension der Neue Zürcher Zeitung von Gabriele Killert voll der Begeisterung und enthielt einen Vergleich mit Arno Schmidt. „Auch wer bislang keine Adoleszenz-Romane mochte, wird dem Charme dieses Buches nicht widerstehen können“, meinte Killert damals. Auch Christoph Bartman von der Frankfurter Allgemeinen Zeitung besprach das Werk freundlich und entdeckte einen gegenüber Kanak Sprak – 24 Mißtöne vom Rande der Gesellschaft sanfter gewordenen Zaimoglu. Agnes Hüfner in der Süddeutschen Zeitung gefiel das Buch, obschon es kritische Punkte aufzuweisen hätte, die einen Verriss zu einer leichten Übung gemacht hätten.

## Einordnung
Andrea Gerk (NDR) sieht 2008 in dem Buch Zaimoglus erste Vorstellung als „moderner Minnesänger“, die sich im aktuellen Roman Liebesbrand fortsetze. Das Buch wurde 2001 auch als Hörspiel inszeniert. Hier sprachen Erdoğan Atalay, Isabell Fischer und der Autor selbst.